# Sandra Lyng

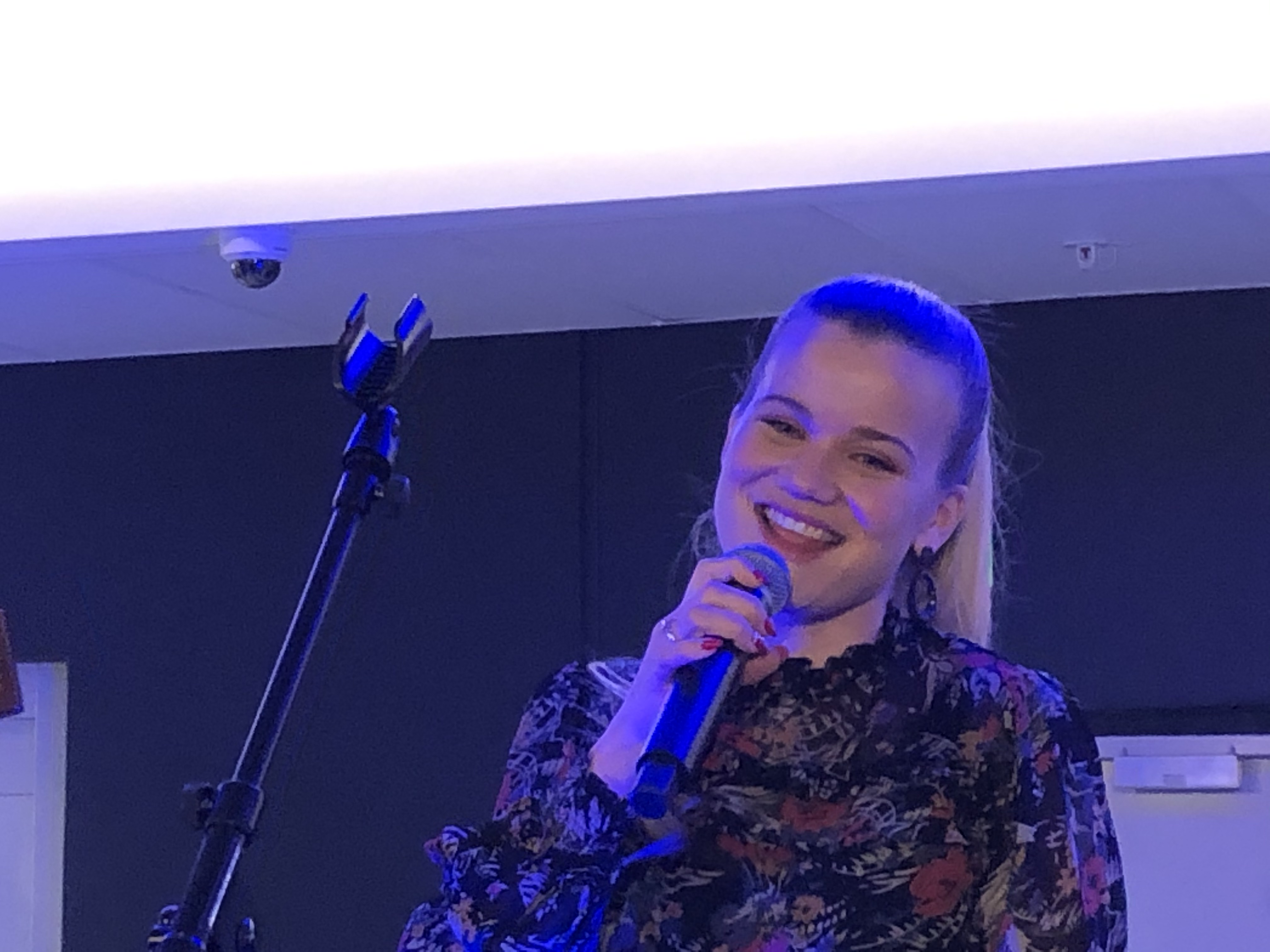
Sandra Lyng, 2019

Sandra Lyng Haugen (* 18. April 1987 in Bodø) ist eine norwegische Sängerin, Songwriterin und Kinderbuchautorin.

## Leben
Lyng kam in Bodø zur Welt und wuchs in Mosjøen im Fylke Nordland auf. Sie nahm im Jahr 2004 im Alter von 16 Jahren an der bei TV 2 ausgestrahlten Casting-Show Idol teil. Dort wurde sie Vierte. Ein Jahr später veröffentlichte sie mit dem Rapper Philip die Single Sommerflørt, die zu einem der Sommerhits des Jahres 2005 in Norwegen wurde und fünf Wochen auf dem ersten Platz der norwegischen Singlecharts lag. Es folgte die Single I morgen, einer Neuaufnahme eines Liedes aus dem Musical Annie. Ihr Debütalbum Døgnvill kam ebenfalls im Jahr 2005 heraus und konnte sich in den Charts platzieren. Anschließend machte sie eine Pause von der Musik und beendete ihre Schulzeit in Oslo.
In den Folgejahren gab Lyng sporadisch neue Lieder heraus. Im Jahr 2009 veröffentlichte sie die Single Hjemsøkt. Das Lied Prtey kam im Jahr 2013 heraus. In der im Jahr 2014 bei TV 2 Bliss ausgestrahlten Realityserie Sandra usensurert wurde Lyng bei ihrem Comeback in Norwegen dokumentiert, nachdem sie sich längere Zeit in Los Angeles aufgehalten hatte. Im selben Jahr wirkte sie als Jurymitglied bei der Kinder-Castingshow Idol junior mit.
Mit Play My Drum und Night after Night konnte sich Lyng 2015 nach zehn Jahren wieder in den norwegischen Charts platzieren. Play My Drum stieg auch unter anderem in die französischen Charts ein. Im Jahr 2016 nahm Lyng an der Realityshow Paradise Hotel teil. Lyng war zudem Teilnehmerin an der im Jahr 2017 ausgestrahlten Staffel von 71° Nord. Im Herbst 2020 wirkte sie an der Musikshow Stjernekamp mit, wo sie im Finale Zweite wurde. Lyng wirkte im Jahr 2022 an der Serie Med Monsen på villspor mit. Als Songwriterin war sie am Lied Someone beteiligt, mit dem die Band NorthKid den zweiten Platz beim Melodi Grand Prix 2022 erreichte. Im Januar 2023 wirkte sie mit dem Lied Drøm d bort als am Melodi Grand Prix 2023 mit. Dort konnte sie sich im zweiten Halbfinale nicht für das Finale qualifizieren.
Als Kinderbuchautorin schrieb Lyng die Buchreihe Corny, die beim Verlag Gyldendal erschien. Zur Buchreihe gab sie Kinderlieder heraus.

## Auszeichnungen
- MTV Europe Music Awards 2015, Nominierung in der Kategorie „Best Norwegian act“[15]

## Werke
- 2020: Den er min, sier Corny
- 2020: God natt, Corny
- 2020: Gratulerer med dagen, Corny
- 2021: Du får ikke være med, Corny
- 2021: Du klarer det, Corny

## Diskografie

### Alben
| Jahr | Titel    | Höchstplatzierung, Gesamtwochen, AuszeichnungChartsChartplatzierungen (Jahr, Titel, Platzierungen, Wochen, Auszeichnungen, Anmerkungen) | Anmerkungen |
| Jahr | Titel    | NO | Anmerkungen |
| ---- | -------- | --- | ----------- |
| 2005 | Døgnvill | NO10 (9 Wo.)NO |             |

### EPs
- 2014: LA-Files
- 2022: Jul i nord

### Singles
| Jahr | Titel Album         | Höchstplatzierung, Gesamtwochen, AuszeichnungChartsChartplatzierungen (Jahr, Titel, Album, Platzierungen, Wochen, Auszeichnungen, Anmerkungen) | Anmerkungen                                                    |
| Jahr | Titel Album         | NO | Anmerkungen                                                    |
| ---- | ------------------- | --- | -------------------------------------------------------------- |
| 2005 | Sommerflørt –       | NO1 (14 Wo.)NO | mit Philip                                                     |
| 2005 | I morgen Døgnvill   | NO2 (16 Wo.)NO |                                                                |
| 2015 | Play My Drum –      | NO2 ×2Doppelplatin · (15 Wo.)NO | Erstveröffentlichung: 17. Juli 2015                            |
| 2015 | Night after Night – | NO9 ×2Doppelplatin · (13 Wo.)NO | Erstveröffentlichung: 16. Dezember 2015                        |
| 2016 | Moonrise –          | NO18 Platin · (4 Wo.)NO | Erstveröffentlichung: 15. Januar 2016                          |
| 2022 | Har du plass? –     | NO37 (1 Wo.)NO | Erstveröffentlichung: 18. November 2022 mit Halva Priset       |
| 2023 | Dum i haue –        | NO12 Gold · (6 Wo.)NO | Erstveröffentlichung: 18. August 2023 mit Hagle                |
| 2024 | Raggarnissen –      | NO15 (6 Wo.)NO | Erstveröffentlichung: 22. November 2024 mit Hagle und Staysman |
| 2025 | Jentekveld –        | NO9 (11 Wo.)NO | Erstveröffentlichung: 24. Januar 2025 mit Carina Dahl          |

Weitere Singles
- 2014: Don’t Care (NO: Gold)

## Auszeichnungen für Musikverkäufe
| Goldene Schallplatte - Polen - 2017: für die Single Play My Drum |

Anmerkung: Auszeichnungen in Ländern aus den Charttabellen bzw. Chartboxen sind in ebendiesen zu finden.
| Land/RegionAuszeichnungen für Musikverkäufe (Land/Region, Auszeichnungen, Verkäufe, Quellen) | Gold     | Platin     | Verkäufe | Quellen |
| -------------------------------------------------------------------------------------------- | -------- | ---------- | -------- | ------- |
| Norwegen (IFPI)                                                                              | 2× Gold2 | 5× Platin5 | 250.000  | ifpi.no |
| Polen (ZPAV)                                                                                 | Gold1    | —          | 10.000   | olis.pl |
| Insgesamt                                                                                    | 3× Gold3 | 5× Platin5 |          |         |